# يوهان هينريتش آكر
يوهان هينريتش آكر (بالألمانية: Johann Heinrich Acker)‏ هو عالم عقيدة ومؤرخ وكاتب ألماني، ولد في 12 أغسطس 1647 في ناومبورغ في ألمانيا، وتوفي في 21 سبتمبر 1719 في غوتا في ألمانيا.